# Le Dourn
Le Dourn (okzitanisch Lo Dorn) ist eine französische Gemeinde mit 116 Einwohnern (Stand: 1. Januar 2022) im Département Tarn in der Region Okzitanien (vor 2016 Midi-Pyrénées). Sie gehört zum Arrondissement Albi und zum Kanton Carmaux-1 Le Ségala. 

## Geografie
Le Dourn liegt etwa 29 Kilometer ostnordöstlich von Albi. Hier entspringt das Flüsschen Broncarié und durchquert das Gemeindegebiet. An der südlichen Gemeindegrenze verläuft das Flüsschen Gaycre. Umgeben wird Le Dourn von den Nachbargemeinden Faussergues im Norden und Nordwesten, Saint-Jean-Delnous im Norden und Osten, Réquista im Osten, Cadix im Süden, Assac im Südwesten sowie Saint-Michel-Labadié im Westen.

## Bevölkerungsentwicklung
| 1962                       | 1968 | 1975 | 1982 | 1990 | 1999 | 2006 | 2018 |
| -------------------------- | ---- | ---- | ---- | ---- | ---- | ---- | ---- |
| 177                        | 163  | 144  | 154  | 129  | 125  | 127  | 112  |
| Quellen: Cassini und INSEE |      |      |      |      |      |      |      |

## Sehenswürdigkeiten
- Kirche Notre-Dame